# Державна інспекція енергетичного нагляду України
Державна інспекція енергетичного нагляду України (Держенергонагляд) — центральний орган виконавчої влади України, діяльність якого спрямовується і координується Кабінетом Міністрів України через Міністра енергетики та який реалізує державну політику у сфері нагляду (контролю) у галузях електроенергетики та теплопостачання, а також на ринку природного газу.
Положення про Державну інспекцію енергетичного нагляду України затверджене постановою Кабінету Міністрів України від 14 лютого 2018 р.
Державна інспекція енергетичного нагляду України здійснює державний енергетичний нагляд за електричними установками і мережами учасників ринку. Відомство контролює дотримання учасниками ринку (за виключенням споживачів) вимог правил та інших нормативно-правових актів і нормативних документів з питань технічної експлуатації електричних станцій та мереж, технічного стану електричних установок і мереж.
Державний енергетичний нагляд у галузях електроенергетики і теплопостачання покликаний забезпечити контроль за технічним станом та експлуатацією електричних станцій, теплових, тепловикористальних установок і мереж, а також енергетичного обладнання. Крім того, забезпечується нагляд за випробуванням та ремонтом теплових, тепловикористальних електроустановок і мереж та виконанням робіт з їх проектування.

## Основні завдання
- Реалізація державної політики у сфері нагляду (контролю) у галузях електроенергетики та теплопостачання, а також на ринку природного газу;
- внесення на розгляд Міністра енергетики пропозицій щодо забезпечення формування державної політики у сфері нагляду (контролю) у галузях електроенергетики та теплопостачання;
- організація та здійснення державної політики у сфері нагляду (контролю) у галузях електроенергетики та теплопостачання, а також на ринку природного газу; та ін.

## Перелік керівників Держенергонагляду
| ПІБ                           | Початок повноважень | Закінчення повноважень | Примітки          |
| ----------------------------- | ------------------- | ---------------------- | ----------------- |
| Малашкін Максим Анатолійович  | 24 жовтня 2018      | 1 липня 2020           | [ 5 ] [ 6 ] [ 7 ] |
| Боднар Роман Валерійович      | 1 липня 2020        | 21 липня 2021          | Т.в.о.            |
| Рубанка Володимир Миколайович | 21 липня 2021       | 8 вересня 2021         | Т.в.о.            |
| Слободян Руслан Олександрович | 8 вересня 2021      | 30 липня 2024          | [ 11 ]            |
| Замулко Анатолій Ігорович     | 31 липня 2024       |                        | Т.в.о.            |

29 липня 2022 року Богданович Андрій Якович призначений заступником голови Державної інспекції енергетичного нагляду України з питань цифрового розвитку, цифрових трансформацій і цифровізації (CDTO). Фактично приступив до виконання обов'язків з 3 серпня 2022 року.